# Geissorhiza roseoalba
Geissorhiza roseoalba är en irisväxtart som först beskrevs av Gwendoline Joyce Lewis, och fick sitt nu gällande namn av Peter Goldblatt. Geissorhiza roseoalba ingår i släktet Geissorhiza och familjen irisväxter. Inga underarter finns listade i Catalogue of Life.